# 基因剔除
基因敲除（英語：gene knock-out，缩写为）是一种遗传工程技术。是指利用外源的已突变的基因通过同源重组的方法替换掉内源的正常同源基因，从而使内源基因失活而表现突变体的性状的技术或方法。小鼠基因敲除技术首先由马里奥·卡佩奇、奥利弗·史密斯于 1987年 构建成功，他们因为这一成就于 2007 年同小鼠干细胞分离技术创始人马丁·埃文斯分享了 2007年 的诺贝尔生理学或医学奖。